# Réserve naturelle régionale des larris et tourbières de Saint-Pierre-es-Champs
La réserve naturelle régionale des Larris et tourbières de Saint-Pierre-es-Champs (RNR 11), anciennement réserve naturelle de la Côte Sainte-Hélène, est une réserve naturelle régionale (RNR) située dans le département de l'Oise, en région Hauts-de-France. Créée initialement sous forme d'une réserve naturelle volontaire en 1992, elle a été classée en RNR en 2010 et préserve des milieux naturels remarquables (pelouses sèches) ainsi qu'un site archéologique et historique. Plus de 200 espèces de papillons y sont dénombrées.

## Localisation

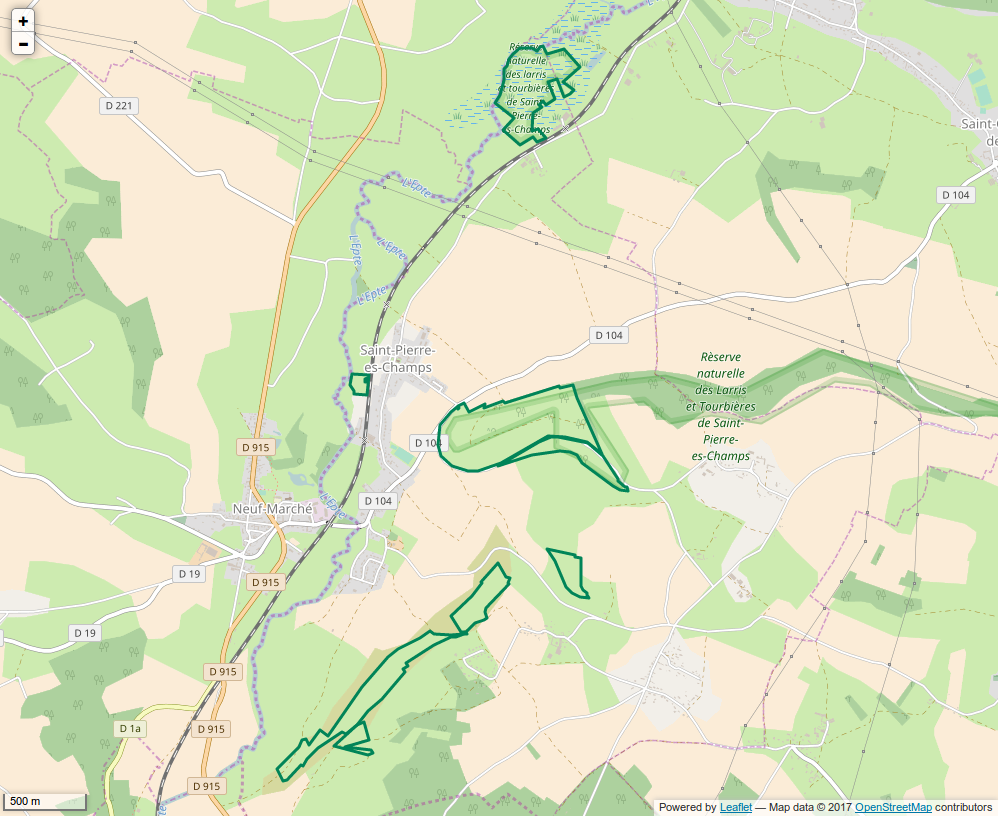
Périmètre de la réserve naturelle.

Le territoire de la réserve naturelle est à l'ouest du département de l'Oise, à une trentaine de kilomètres de Beauvais, sur la commune de Saint-Pierre-es-Champs. Il est formé de cinq secteurs dont la Côte Sainte-Hélène, relief remarquable dominant le site.

## Histoire du site et de la réserve
Sa position élevée et stratégique fit de la Côte Sainte-Hélène un lieu de défense dès l'âge de la pierre. Les fouilles archéologiques de 1988 et 1989 mirent au jour des outils divers, des pièces de monnaie et des poteries témoignant de la présence humaine sur le site au néolithique et à l'époque gallo-romaine.
La Côte est aussi un lieu de culte. Deux chapelles y furent construites successivement. La dernière fut nommée Sainte-Hélène ; des pèlerinages et processions s'y pratiquaient. Des sépultures ont été retrouvées au pied du Grand Tilleul et depuis 2001, les processions reprennent sur le site.
Le versant sud de la Côte Sainte-Hélène fut pâturé par des troupeaux de moutons transhumant le long des coteaux de la cuesta sud de la boutonnière Pays de Bray, jusque vers la fin des années 1950. Avec la disparition de cette activité, les coteaux sont laissés à l'abandon et menacés par la densification des arbustes et de la végétation sur les pelouses désormais non entretenues.
Le site retrouve désormais sa configuration ancienne grâce à la restauration du pâturage et aux travaux de débroussaillement.
En 1991, la commune de Saint-Pierre-es-Champs confie la gestion de 14 ha de propriété communale au conservatoire d'espaces naturels de Picardie. Le 18 juin 1992, le site est classé comme réserve naturelle volontaire. En 1997, le partenariat de gestion est étendu à l'ensemble des "communaux", soit 25 ha.
En 2010, 79 ha sont classés en réserve naturelle régionale.

## Écologie (biodiversité, intérêt écopaysager…)
Le versant sud est chaud et ensoleillé, le sol est pauvre en éléments nutritifs et en eau ; la flore s'est radicalement modifiée et présente un tapis d'herbes rases peuplé de plantes de petites tailles. Ces pelouses calcaires sont des milieux naturels remarquables abritant une flore et une faune rares et menacées en raison de la disparition rapide de cet habitat dans le nord de l'Europe. Elles se développent sur les coteaux crayeux appelés larris en picard : « ce terme local proviendrait d'un mot gaulois, « lar », signifiant, terre inculte, aride. Dans les régions voisines, le nom de « larris » est peu usité et il cède la place aux « riez » de l'Artois, aux « savarts » de la Champagne ou aux « tiennes » de l'Entre-Sambre-et-Meuse (en Belgique) ».
L'autre versant est frais et humide. Il favorise le développement de la forêt et d'une flore dite sub-montagnarde comme la Parisette à quatre feuilles ou l'Actée en épi.

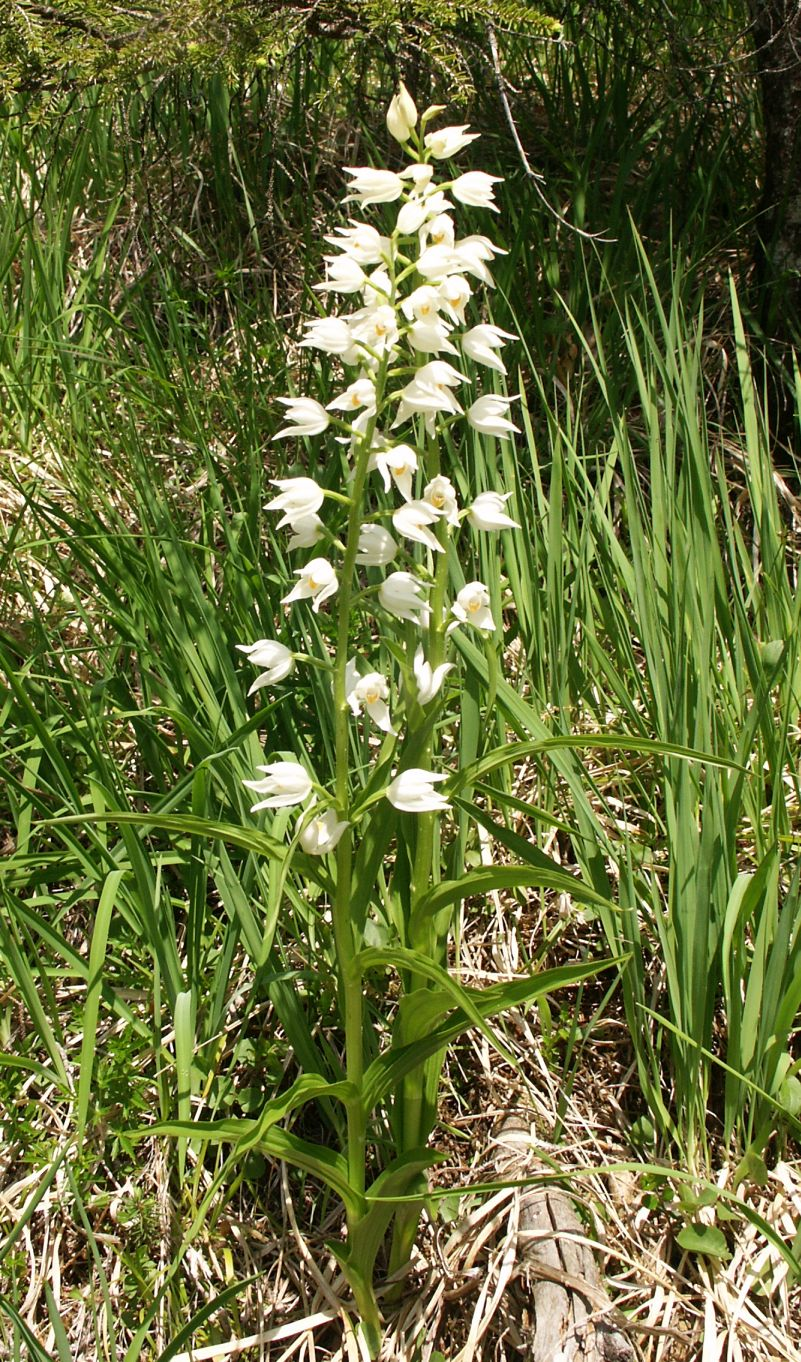
Céphalanthère longifolia

Ces versants calcicoles sont en voie de disparition en Picardie et ne représentent plus que 5 % des surfaces en pelouses qui existaient au début du XXe siècle.

### Flore
Certaines plantes sont dites méditerranéennes comme : l'Origan, le Serpolet ou encore la Lavande, issue d'essais de plantation du début du XXe siècle.
Quatorze espèces d'orchidées sont actuellement recensées sur le site, dont la Céphalanthère à feuilles étroites, orchidée peu commune, qui préfère les lisières ombragées du versant nord de la côte.

### Faune
La profusion de fleurs attire de nombreux insectes, comme : le Damier de la succise (papillon menacé de disparition) et la petite Cigale des montagnes dont les cymbalises renforcent le caractère méditerranéen de ce versant.

## Intérêt touristique et pédagogique
Un sentier permet d’accéder au sommet de la Côte Sainte-Hélène et de découvrir la faune et la flore de la Réserve Naturelle. Il est balisé de bornes d'informations.
Le sommet du promontoire calcaire (190 m) offre une vue sur la vallée de l'Epte et le Pays de Bray.

## Administration, plan de gestion, règlement
La réserve naturelle est gérée par le Conservatoire d'espaces naturels de Picardie et la commune de Saint-Pierre-es-Champs avec le soutien financier du Conseil Général de l'Oise, du Conseil Régional de Picardie et de la Direction Régionale de l'Environnement de Picardie.

### Outils et statut juridique
La réserve naturelle a été reclassée réserve régionale par une délibération du 12 février 2010.